# Cieśnina Akashi
Cieśnina Akashi (jap. 明石海峡 Akashi-kaikyō) – cieśnina morska w Japonii, oddziela wyspy Awaji i Honsiu (Honshū).
Łączy ona Morze Wewnętrzne (Seto-naikai) z Oceanem Spokojnym poprzez: zatokę Osaka, cieśninę Kitan i kanał Kii.
Nad cieśniną rozpięty jest drugi najdłuższy na świecie wiszący most Akashi Kaikyō.